# Phyllomacromia insignis
Phyllomacromia insignis är en trollsländeart som först beskrevs av Kirby 1889.  Phyllomacromia insignis ingår i släktet Phyllomacromia och familjen skimmertrollsländor. IUCN kategoriserar arten globalt som livskraftig. Inga underarter finns listade i Catalogue of Life.